# Martin Trčka
Martin Trčka (* 22. května 1977 Most) je český jachtař, který reprezentoval Českou republiku na olympijských hrách v roce 2004 v Aténách a v roce 2008 v Pekingu. Věnuje se také námořnímu jachtingu, zúčastnil se závodů Tour de France a la Voile a Sydney to Hobart Yacht Race.

## Osobní život
Martin Trčka vystudoval Stavební fakultu ČVUT, žije v Mostě, je ženatý a má dvě děti. K jachtingu se dostal prostřednictvím otce a dědečka, věnovat se mu začal v roce 1983, kdy závodil ve třídě optimist. Závodí ve třídách Laser a Melges 24. Jeho domovským jachtařským klubem je YC Baník Most. Své zkušenosti zúročuje také v odborných přednáškách zaměřených především na strategii a taktiku závodů.
Kromě jachtingu se v dětství věnoval také lyžování, nyní se věnuje cyklistice.

## Sportovní kariéra
Martin Trčka reprezentoval Českou republiku ve sportovním jachtingu na letních olympijských hrách v roce 2004 v Aténách, kde se umístil na 25. místě, a v roce 2008 v Pekingu, kde skončil na 31. místě. Kromě toho se zúčastnil mnoha závodů světového šampionátu a dalších závodů World Sailing. Ve třídě laser má 6 titulů mistra České republiky.
Aktivně působí také v námořním jachtingu, především na postu taktika nebo kormidelníka. Společně s Tomášem Musilem se zúčastnil závodu Tour de France a la Voile, který vede kolem pobřeží Francie. Celkem třikrát (v letech 2005/06, 2006/07 a 2010/11) se podílel také na legendárním závodě Sydney to Hobart Yacht Race.
Do budoucna by se rád zúčastnil některého ze závodů kolem světa, například Vendée Globe nebo Ocean Race.